# Sciurus gilvigularis
Lo scoiattolo dalla gola gialla (Sciurus gilvigularis Wagner, 1842) è una specie di scoiattolo arboricolo del genere Sciurus originaria del Sudamerica.

## Tassonomia
Attualmente, gli studiosi riconoscono due sottospecie di scoiattolo dalla gola gialla:
- S. g. gilvigularis Wagner, 1842 (Brasile settentrionale, Guyana e Venezuela);
- S. a. paraensis Goeldi e Hagmann, 1904 (Pará).

## Descrizione
Lo scoiattolo dalla gola gialla misura 34,2-36,3 cm, dei quali 17,3-19,5 costituiti dalla coda. La sua colorazione è molto simile a quella dello scoiattolo della Guiana (Sciurus aestuans), ma più chiara: il dorso è color camoscio-rossastro brizzolato e il ventre è arancio-rossastro; attorno agli occhi è presente un anello di peli color camoscio. La coda può esibire una serie di bande sbiadite.

## Distribuzione e habitat
Lo scoiattolo dalla gola gialla è ampiamente diffuso nel Brasile settentrionale, nel Venezuela meridionale e in alcune zone della Guyana.
Vive sugli alberi della foresta pluviale tropicale dell'Amazzonia.

## Biologia
Sebbene sia abbastanza numeroso, questo animale non è mai stato studiato dettagliatamente, e sulla sua biologia non sappiamo pressoché nulla. Si ritiene, comunque, che le sue abitudini non si discostino molto da quelle del più noto scoiattolo della Guiana.

## Conservazione
Le notizie inerenti a questa specie sono così poche che la IUCN la inserisce tra quelle a status indeterminato.